# Le Soir républicain
Pour les articles homonymes, voir Le Soir (homonymie).
Le Soir républicain est un quotidien français fondé par Pascal Pia et Albert Camus, diffusé en Algérie française, de 1939 à 1940, avant la Seconde Guerre mondiale, à Alger et dont Camus était un journaliste polyvalent et rédacteur en chef.

## Histoire

### Le profil et l'expérience des deux fondateurs
En 1937, Albert Camus, 24 ans, est refusé à l'agrégation de philosophie, car il est malade de la tuberculose et doit se rabattre sur plusieurs petits boulots. À la même époque, il travaille pour Alger Républicain, le journal créé en 1938 par son aîné Pascal Pia, 38 ans, qui s'était distingué dans l'entre-deux-guerres par des pastiches littéraires d'écrivains célèbres ayant réussi à tromper de grands éditeurs et qui sera aussi son comparse pour créer le  "Soir Républicain", puis au sein du mouvement Combat, sous le pseudonyme Pontault. 
Sur décision de Pascal Pia, Camus devient rédacteur en chef d'Alger républicain, fondé dans le sillage de son prédécesseur Oran républicain. Concurrent modeste de L'Écho d'Alger, il est l'organe officieux du Front populaire en Algérie française. Il critique tout particulièrement l'idéologie des autres journaux d'Algérie, liés au pouvoir colonial, dans une période où la presse est instrumentalisée à grande échelle. Camus publie assez rapidement dans Alger républicain une série d'enquêtes qui le font connaître et lui faciliteront la tâche pour créer son propre journal. Misère de la Kabylie, grande enquête écrite en (juin 1939) recueille en particulier un écho retentissant. Effectuée entre le 5 et le 15 juin 1939, son contenu sera repris dans Chroniques algériennes en 1958. Camus y révèle « une réalité effroyable » faite aux habitants de cette région d'Algérie « où aucun journaliste n'allait ». 
C'est la plus connue de ses enquêtes et elle indispose le Gouvernement Général de l'Algérie française, alors assuré par Georges Lebeau : « Il est méprisable de dire que le peuple Kabyle s'adapte à la misère. Il est méprisable de dire que ce peuple n'a pas les mêmes besoins que nous », réagit cette autorité. Dans cette série d'articles, Camus met en œuvre, avant l'heure, une forme de "data journalisme", « rassemblant des données précises et vérifiées » sur les salaires, les écoles, et la densité de médecins, afin d'étayer son propos, selon l'universitaire Maria Santos-Sainz, maître de conférences à l'Institut de journalisme Bordeaux Aquitaine (IJBA). Mais le journal voit publication sera suspendue. C'est ensuite "l'affaire Michel Hodent", où un commis de ferme est accusé de vol par un riche colon. Le quotidien y consacre quatorze articles consécutifs, comme un feuilleton où le journal créé sa propre actualité. Le procès de Michel Hodent, fonctionnaire qui a protégé les paysans et qui s'achèvera par un acquittement en mars 1939, il dénonce une « victime d'un système de corruption » et publie dès janvier 1939 une lettre ouverte au gouverneur général, tout en enquêtant loin d'Alger.

### Le lancement en septembre 1939
Avec Pascal Pia, Camus lance Le Soir républicain, trois mois plus tard. Le nouveau quotidien voit le jour le 17 septembre 1939,. Camus y rédige des éditoriaux mais aussi des critiques littéraires, des grands reportages, tout en assurant la couverture des faits divers, nombreux dans la grande ville d'Alger. Il y apprend le sens du concret, le « dégoût de la formule hermétique » et l'art de prendre à contre-pied « la presse conformiste algérienne », en particulier dans d'autres affaires qu'il a couvertes en apportant des preuves factuelles de l'innocence de l'accusé, se transformant en chroniqueur judiciaire. 
Ce travail journalistique contribue à « dessiner les contours d'une rigoureuse » déontologie du journalisme, dans une profession qui ne s'en est dotée qu'en 1918 et ne l'a rénovée qu'en 1938. Puis c'est "l'affaire El Okby", qui voit un cheik musulman inculpé d'assassinat du mufti Kahoul mais qui se révèle lui aussi innocent,, le journal ayant de nouveau enquêté en profondeur. Ses lecteurs s'habituent ainsi rapidement à une « méthode Camus » qui cristallise sous une forme éthique cette déontologie journalistique, la profession qu'il a choisie étant pour Camus « une communauté humaine où il s’épanouissait » et « une école de vie et de morale ». 
La « méthode Camus » déployée au Soir républicain recourt à une « scénographie journalistique appropriée », offerte au lecteur, en passant avec lui un « pacte d’objectivité propre à créer un effet de vérité ». L'éditorialiste et reporter du Soir républicain crédibilise ce pacte en mettant en scène, dans sa parole de reporter, et au style direct le plus souvent, d'autres voix que la sienne et en se servant massivement des données chiffrées, qui « trahissent son attachement constant au concret », tandis qu'il affiche aussi, avec régularité, « une logique de désubjectivation de ses éditoriaux ».
Dans une troisième "grande affaire" où s'illustre le journaliste, une enquête aussi publiée par Le Soir Républicain, l'affaire dite de "la Marinière", Camus s'insurge contre les conditions de transport des forçats français. Son origine modeste rapproche alors des opprimés un Albert Camus, qui « se méfie des pouvoirs comme des puissances d'argent », en particulier des fabricants d'armes,. Cette méfiance envers les pouvoirs l'amène à éviter de trop les fréquenter,,.

### Les influences déontologiques
Deux ans après ces enquêtes approfondies, puis lorsqu'il anime un journal dans la Résistance, Albert Camus va poursuivre sa réflexion sur la déontologie journalistique et inventer à cette occasion la formule « mal nommer un objet, c'est ajouter au malheur de ce monde », parfois improprement déformée, y compris par des dirigeants politiques, comme étant « mal nommer les choses, c'est ajouter aux malheurs du monde », dans le texte titré "Sur une philosophie de l'expression" . Le texte, résumé des carnets personnels rédigés par Camus entre 1942 et 1944, est publié dans le numéro 17 de Poésie 43 en décembre 43-janvier-février 44, appelé aussi Poésie 44, en référence aux deux livres de son ami le philosophe Brice Parain, surnommé « le Sherlock Holmes du langage », parus chez Gallimard en 1942, Essai sur le Logos platonicien et Recherches sur la nature et la fonction du langage. Camus y souligne l’originalité de la lecture de Brice Parain, qui considère chez Platon « le problème du langage comme métaphysique et non pas social et psychologique »,. En 1951, l'année de sa grande déception sur l'évolution de la presse française, il publie L'Homme révolté où il détaille que « la logique du révolté (...) est de s'efforcer au langage clair pour ne pas épaissir le mensonge universel ».
Son travail de journaliste est inspiré aussi par la démarche de l'écrivain Jean Grenier, professeur de philosophie au lycée d'Alger de 1930 à 1938, dont il fut élève et à qui il a dédié son premier livre L'Envers et l'Endroit, publié en 1937 à Alger par Edmond Charlot. Selon Jean Grenier, le jeune journaliste « entreprit de se documenter – car c'est un trait frappant chez lui que ce souci d’une information aussi exacte et abondante que possible avant de prendre parti ». Albert Camus dédiera plus tard Le Mythe de Sisyphe, publié en 1942 comme L'Étranger, à Pascal Pia, avec qui il fit ses débuts dans le journalisme.
Entre-temps, tous les journaux de France sont soumis à la censure, décrétée le 27 août 1940. L'équipe du Soir républicain décide de ne plus de communiquer les articles aux autorités avant la parution: ils sont alors supprimés à la mise en page. Le Soir républicain est ainsi publié avec des blancs à la place des textes amputés par la censure, parfois même des colonnes entièrement vierges, politique rédactionnelle également suivie par son concurrent local, Alger républicain. Plus globalement, le nouveau quotidien de Camus « ne cesse d’expliquer aux lecteurs, dans une visée critique, le fonctionnement de l’appareil d'information et ses manœuvres ».

### La fin du journal
Plus tard, le 10 janvier 1940, le gouvernement général de l'Algérie interdit le journal Le Soir républicain après seulement 117 numéros, mais Camus n'est convoqué qu'en mars 1940 par un commissaire de police, pour lui détailler les griefs accumulés contre lui. Il divorce de Simone Hié pour épouser Francine Faure, sœur de Christiane Faure,, qui enseigne clandestinement à Oran pour résister à l'application des lois de Vichy sur le statut des juifs. Dans la foulée, Camus s'installe avec Francine Faure à Paris où il travaille comme secrétaire de rédaction à Paris-Soir puis repart en Algérie en 1941. Lors de l’automne 1943, après un séjour au Chambon-sur-Lignon pour soigner une rechute de tuberculose, le romancier rejoindra la Résistance intérieure française à Paris au sein du mouvement Combat et son journal clandestin homonyme, le quotidien Combat, dont Pascal Pia, cofondateur du Soir républicain est l'éminence grise .

### Découverte des articles censurés
Des rapports de censure, effectués par les fonctionnaires et officiers qui en avaient la charge, ont été conservés aux archives  d'outre-mer, à Aix-en-Provence, et dans lesquels figurent les articles manquants de Alger républicain et du Soir républicain, qui n'ont pas été utilisées par les historiens, selon Jean-Yves Guérin, directeur du Dictionnaire Albert Camus et Agnès Spiquel, présidente de la Société des études camusiennes. 
En 2012, la journaliste du Monde Macha Séry les a retrouvés aux Archives, apportant un regard nouveau sur l'œuvre de l'écrivain et journaliste. Ils permettent de comprendre la « genèse d’une partie de la pensée »  de l'écrivain et journaliste, en particulier dans sa dimension d'un « esprit rebelle et insoumis ». Ces articles retrouvés en 2012 sont absents des Cahiers Albert Camus publiés chez Gallimard sous le titre Fragments d’un combat, classant par thèmes les articles de Camus dans Alger républicain et le Soir républicain.
Cette découverte permet alors la publication pour la première fois d'articles qui devaient paraître dans "Le Soir républicain". Parmi ces articles du Soir républicain censurés, celui du 18 octobre 1939, titré "Hitler et Staline" et celui du 24 novembre 1939 dans lequel Camus demande « À quand la bataille de l'Information en France ? », mais surtout celui qui devait paraître le 25 novembre 1939 , et qui est pour la première fois publié, dans Le Monde du 17 mars 2012 . Cet article définit "les quatre commandements du journaliste libre" comme étant lucidité, refus, ironie et obstination. Camus y écrit en particulier que « l'obstination est ici vertu cardinale. Par un paradoxe curieux mais évident, elle se met alors au service de l'objectivité et de la tolérance ». Ce texte est considéré comme  un "manifeste" et comme « fondateur vis-à-vis des critiques », développées quelques années plus tard seulement par Camus dans ses éditoriaux au grand quotidien Combat ou encore comme « l'embryon des réflexions développées plus tard » dans ses articles pour différents grands médias. 
Dès ses premières lignes, ce "manifeste" invoque la liberté de la presse, qui est pour Camus une vertu supérieure, intéressant à la fois la vie publique et la vie de chacun : « La question en France n’est plus aujourd’hui de savoir comment préserver les libertés de la presse. Elle est de chercher comment, en face de la suppression de ces libertés, un journaliste peut rester libre. Le problème n’intéresse plus la collectivité. Il concerne l’individu ».

## Sources
- Albert Camus, journaliste ; reporter à Alger, éditorialiste à Paris", par Maria Santos-Sainz, aux éditions Apogee, préface d'Edwy Plenel, le 1er mai 2019
- "Camus journaliste", par Robert Kopp, dans La Revue des deux mondes du 12 septembre 2019[5]
- « Albert Camus, l’exigence d’un journalisme libre » par Maria Santos-Sainz, maître de conférences à l’Institut de journalisme de Bordeaux-Aquitaine, dans Sud Ouest le 10 juin 2019[7]
- "Les devoirs du journaliste selon Albert Camus", article de Macha Séry, dans Le Monde du |date=18 mars 2012[1].
- "Albert Camus : réflexivité et éthique journalistique Fredj Zammit, dans Les Cahiers du journalisme, numéro 16, 2006[3].
- Albert Camus: "Misère de la Kabylie", par Nadia Agsous, dans le Huffington Post, 27 avril 2013[4]
- "Camus Journaliste", par Laurence Lejean le 23 septembre 96 [2]
- "Camus journaliste, une passion pour la justice et la liberté", par l'Agence France-Presse, dans La Croix le 1er juin 2019[6]